# 336
Năm 336 là một năm trong lịch Julius.